# Test (algebra)
Az algebrában a test egy olyan {\displaystyle F=(T;+,\cdot )} kétműveletes algebrai struktúrát jelöl, ahol {\displaystyle T} kommutatív csoportot alkot a {\displaystyle +} („összeadás”) műveletre nézve, a {\displaystyle \cdot } („szorzás”) kommutatív, asszociatív, minden nem nulla elemnek van inverze a {\displaystyle \cdot } műveletre nézve, továbbá a {\displaystyle \cdot } művelet disztributív a {\displaystyle +} műveletre.
Egyes szerzők testnek nevezik az olyan algebrai struktúrákat is, amelyekben a szorzás nem feltétlenül kommutatív, de a fenti tulajdonságok egyébként teljesülnek. E cikkben az ilyen struktúrákat ferdetestnek nevezzük, és testen mindig kommutatív ferdetestet értünk.
A test nagyon fontos fogalom az algebrán belül, nem utolsósorban amiatt, mivel rendkívül sok, az elemi matematikából is ismert számcsoport közös általánosítását nyújtja: pl. a racionális, a valós és a komplex számokét. A testek a matematika nagyon sok más területén is felhasználhatóak (ld. "A testelmélet alkalmazásai").

## Példák

### Test
- a racionális, a valós és a komplex számok ({\displaystyle \mathbb {Q} ,\mathbb {R} ,\mathbb {C} })
- a prímek maradékosztályai ({\displaystyle \mathbb {F} _{p}}: {\displaystyle \mathbb {Z} _{p}} csoport kibővítve a szorzás művelettel)
- az algebrai számok ({\displaystyle {\overline {\mathbb {Q} }}})
- a racionális törtfüggvények

{\displaystyle \mathbb {R} (x)={\biggl \{}{\frac {p(x)}{q(x)}}\,{\biggl |}\,p(x),q(x)\in \mathbb {R} [x],\ q(x)\not \equiv 0{\biggl \}}}
- a racionális számok kibővítve {\displaystyle {\sqrt {t}}}-vel ({\displaystyle t\in \mathbb {Q} })

{\displaystyle \mathbb {Q} ({\sqrt {t}})={\big \{}a+b{\sqrt {t}}\,{\big |}\,a,b\in \mathbb {Q} {\big \}}}

### Ferdetest
- a kvaterniók

{\displaystyle \{a+bi+cj+dk\,|\,a,b,c,d\in \mathbb {R} \}}

## A testaxiómák és egyszerű következményeik
A testaxiómák:
- A + és  * művelet is asszociatív:

{\displaystyle \forall a,b,c\in F:\quad a+(b+c)=(a+b)+c,a*(b*c)=(a*b)*c}
- A + és  * művelet is kommutatív:

{\displaystyle \forall a,b\in F:\quad a+b=b+a,a*b=b*a}
- A * művelet disztributív a  + műveletre nézve:

{\displaystyle \forall a,b\in F:\quad a*(b+c)=(a*b)+(a*c)}
- Létezik nullelem (additív semleges elem), azaz olyan 0-val jelölt elem, hogy

{\displaystyle \exists 0\in F:\quad \forall a\in F:\quad a+0=a}
- Létezik egységelem (multiplikatív semleges elem), azaz olyan 1-gyel jelölt elem, hogy

{\displaystyle \exists 1(\neq 0)\in F:\quad \forall a\in F:\quad a*1=a}
- Léteznek additív inverz elemek vagy ellentettek:

{\displaystyle \forall a\in F:\quad \exists -a\in F:\quad a+(-a)=0}
- Léteznek multiplikatív inverz elemek vagy reciprokok (a 0-hoz pedig az előbbiekből bizonyíthatóan biztosan nincs):

{\displaystyle \forall a\neq 0\in F:\quad \exists a^{-1}\in F:\quad a*a^{-1}=1}
Általában ki szokták kötni, hogy a test legalább két elemet tartalmazzon, ezt a fentiekben az 1 ≠ 0 követelmény biztosítja. Tehát egyelemű (se üres) test nincs.
Bizonyítható, hogy nullelem és egységelem pontosan egy van, azonkívül minden elemnek pontosan egy ellentettje és pontosan egy reciproka van.
Mivel a * műveletre minden nem nulla elemnek van inverze, minden nem nulla elem egység (nem összekeverendő az 1 egységelemmel), vagyis minden nem nulla elem minden elemnek osztója:
{\displaystyle \forall a\neq 0,b\in F:\quad a|b}
hiszen
{\displaystyle a*(a^{-1}*b)=(a*a^{-1})*b=1*b=b\,}

## Fontosabb azonosságok testekben
- {\displaystyle (a*b)^{-1}=b^{-1}*a^{-1}=a^{-1}*b^{-1}}

ha a és b nem nulla;
- {\displaystyle -a=(-1)*a}
- sőt {\displaystyle -(a*b)=(-a)*b=a*(-b)}
- továbbá {\displaystyle a*0=0};

Testben érvényesek az alapműveletekkel kapcsolatban a racionális vagy a valós számok között megszokott azonosságok (például a törtekkel való műveletek elvégzése), de például semmi akadálya nincsen, hogy egy testben fennálljon az 1+1=0 egyenlőség.

## Karakterisztika
Ha van olyan n pozitív egész szám, hogy a test valamelyik elemét n-szer önmagához adva 0-t kapunk, akkor n többszörösei is ilyen tulajdonságúak. A legkisebb ilyen n-t a test karakterisztikájának nevezzük; ennek gyakori jelölése char F. Ez könnyen láthatóan ugyanaz minden elemre és prímszám. Ha ilyen szám nincs, akkor azt mondjuk, hogy a test karakterisztikája 0 (ritkábban: végtelen).

## Résztest, testbővítés
Ha az elemek egy  T'  részhalmaza maga is testet alkot az F-beli műveletekkel (ebbe beleértjük, hogy tartalmazza a testbeli 0-t és az 1-et), akkor beszélhetünk a T'  elemei alkotta K résztestről; ezt például K ⊂ F-fel jelölhetjük. Gyakran lényeglátóbb az a nézőpont, mikor a nagyobb testet a kisebb bővítésének mondjuk; ennek gyakori jelölése F|K vagy F/K.
Egy F test tetszőleges számú résztestének metszete is résztest, így definiálható a T egy A részhalmazának generált részteste. Ez jellemezhető „kívülről”: az összes A-t tartalmazó résztest metszete; s „belülről”: A-ból, a 0-ból és az 1-ből a testműveletekkel megkapható összes F-beli elem által alkotott részhalmaz, ami történetesen résztest.
Test és résztestének karakterisztikája egyenlő. A bővebb F test a K fölött lineáris teret (sőt, algebrát) alkot a testműveletekkel; a testbővítés fokának nevezzük e vektortér dimenzióját.
Az F bővebb test egy eleme algebrai K fölött, ha gyöke egy nem konstans nulla K-beli együtthatós polinomnak; egyébként transzcendens. Például a π szám transzcendens a racionális számok teste felett. Algebrai elemmel bővítve algebrai, transzcendens elemmel bővítve transzcendens bővítéshez jutunk. Ha egy bővítés foka véges, akkor algebrai bővítésről van szó. Véges sok algebrai elemmel való bővítés helyettesíthető egy algebrai elemmel való bővítéssel; ekkor a testbővítés foka megegyezik az adott algebrai elem minimálpolinomjának a fokával, amit az adott elem fokának is neveznek.
Egy testbővítés normális, ha azok a kisebb test fölötti felbonthatatlan polinomok, amiknek van gyökük a bővebb testben, elsőfokú tényezők szorzatára bomlanak a bővebb test fölött. Megmutatható, hogy egy bővítés akkor és csak akkor ilyen, ha a bővebb test egy polinomhalmaz felbontási teste, vagyis olyan bővítésről van szó, amiben egy polinomhalmaz elemei elsőfokú tényezők szorzatára bomlanak. Minden polinomhalmaznak van felbontási teste, és az izomorfia erejéig egyértelmű. Ha egy test fölötti összes polinom felbontási testét vesszük, akkor az adott test algebrai lezártját kapjuk.
Egy K fölötti polinom szeparábilis, ha K egy bővítésében sincsenek többszörös gyökei. Ha egy algebrai elem főpolinomja szeparábilis, akkor az az elem szeparábilis, és a vele való bővítés is szeparábilis. Ha egy K test minden algebrai bővítése szeparábilis, akkor K tökéletes test. Az összes nulla karakterisztikájú test tökéletes, és a véges testek is azok.
A nevezetes Galois-elmélet olyan bővítésekkel foglalkozik, amik véges fokúak, normálisak, és szeparábilisek. A Galois-elmélet nevezetes alkalmazásai a szerkeszthetőségi feladatok, és az algebrai egyenletek megoldása gyökjelekkel. Így lehet bebizonyítani, hogy például mely szabályos sokszögek szerkeszthetők, és hogy a három klasszikus probléma: a kockakettőzés, a szögharmadolás, és a körnégyszögesítés megoldhatatlan. Továbbá a Galois-elmélettel belátható, hogy csak az első-, a másod-, a harmad- és a negyedfokú egyenleteket lehet mindig megoldani gyökvonások segítségével; csak ezekre létezik megoldóképlet.

## Prímtest
A fentiek alapján bármely testnek van minimális részteste, ezt nevezzük a test prímtestének. Ezt izomorfizmustól eltekintve egyértelműen meghatározza a test karakterisztikája: véges p karakterisztika esetén a prímtest az {\displaystyle F_{p}} p elemű véges testtel izomorf, 0 karakterisztika esetén pedig a racionális számok {\displaystyle \mathbb {Q} } testével. Tehát {\displaystyle \mathbb {Q} }-nál szűkebb végtelen test nincs.

## Véges testek
Minden véges ferdetest test. (Wedderburn-tétel.)
Könnyen elérhető példát ad a véges testekre a modulo p maradékosztályok rendszere, ahol p prímszám: a szorzás invertálhatóságát kivéve minden testaxióma következik az egész számok és a kongruencia megfelelő tulajdonságából, azt pedig elemi számelmélettel meg lehet mutatni. Ezeket a testeket {\displaystyle F_{p}}-vel, vagy néha {\displaystyle GF(p)}-vel jelöljük (Galois Field Évariste Galois tiszteletére). Összetett számok esetén viszont testhez nem, csak gyűrűhöz jutunk ezzel a módszerrel.
A test a prímtestje fölött lineáris tér, ezért véges testnek csak prímhatvány lehet az elemszáma (vagyis olyan q szám, hogy {\displaystyle q=p^{n}}, ahol p prímszám, n pedig pozitív egész). Ilyen q-k esetén viszont van – izomorfizmustól eltekintve egyetlen – q elemű test; mégpedig az {\displaystyle x^{q}-x} polinom felbontási teste. E test multiplikatív csoportja ciklikus. A q elemű testet is {\displaystyle F_{q}}-val, vagy {\displaystyle GF(q)}-val jelöljük; ezek igen fontos szerepet töltenek be a számítástudományi alkalmazásokban, különösen a kódelméletben.